# Halinella spilothorax
Halinella spilothorax es una especie de insecto coleóptero de la familia Chrysomelidae.
Fue descrita científicamente en 1956 por Bechyne.